# John Garth
Pour les articles homonymes, voir Garth.
John Garth est un compositeur et organiste anglais, né à Durham en 1721 et décédé à Darlington en 1810.

## Biographie
« Presque rien n’est connu de la vie de John Garth, à part qu’il vécut dans le comté de Durham, qu’il fut organiste à Sedgefield et qu’il comptait le compositeur et ancien professeur Charles Avison parmi ses amis.
En tant que compositeur, Garth s’est surtout intéressé à la sonate pour clavecin avec accompagnement d'un type inhabituel : deux violons et violoncelle, genre d’œuvre presque exclusivement cultivé par Avison, Ebdon, Hawdon et Garth, compositeurs du sud-est de l’Angleterre » .
Ces sonates sont à rapprocher des prémices du quatuor avec piano.

## Œuvres
- 6 Concertos, op. 1, pour violoncelle, cordes et basse continue (éd. Londres, 1760)
- 6 Sonates, op. 2, pour clavecin (ou pianoforte ou orgue), 2 violons et violoncelle (éd. Londres, vers 1768)
- 6 Voluntarys, op. 3, pour orgue (ou pianoforte ou clavecin) (éd. Londres, 1771)
- 6 Sonates, op. 4 à 7, pour clavecin (ou pianoforte ou orgue), 2 violons et violoncelle (éd. Londres, vers 1768, vers 1775, vers 1778 et en 1782).